# Bettina Röhl

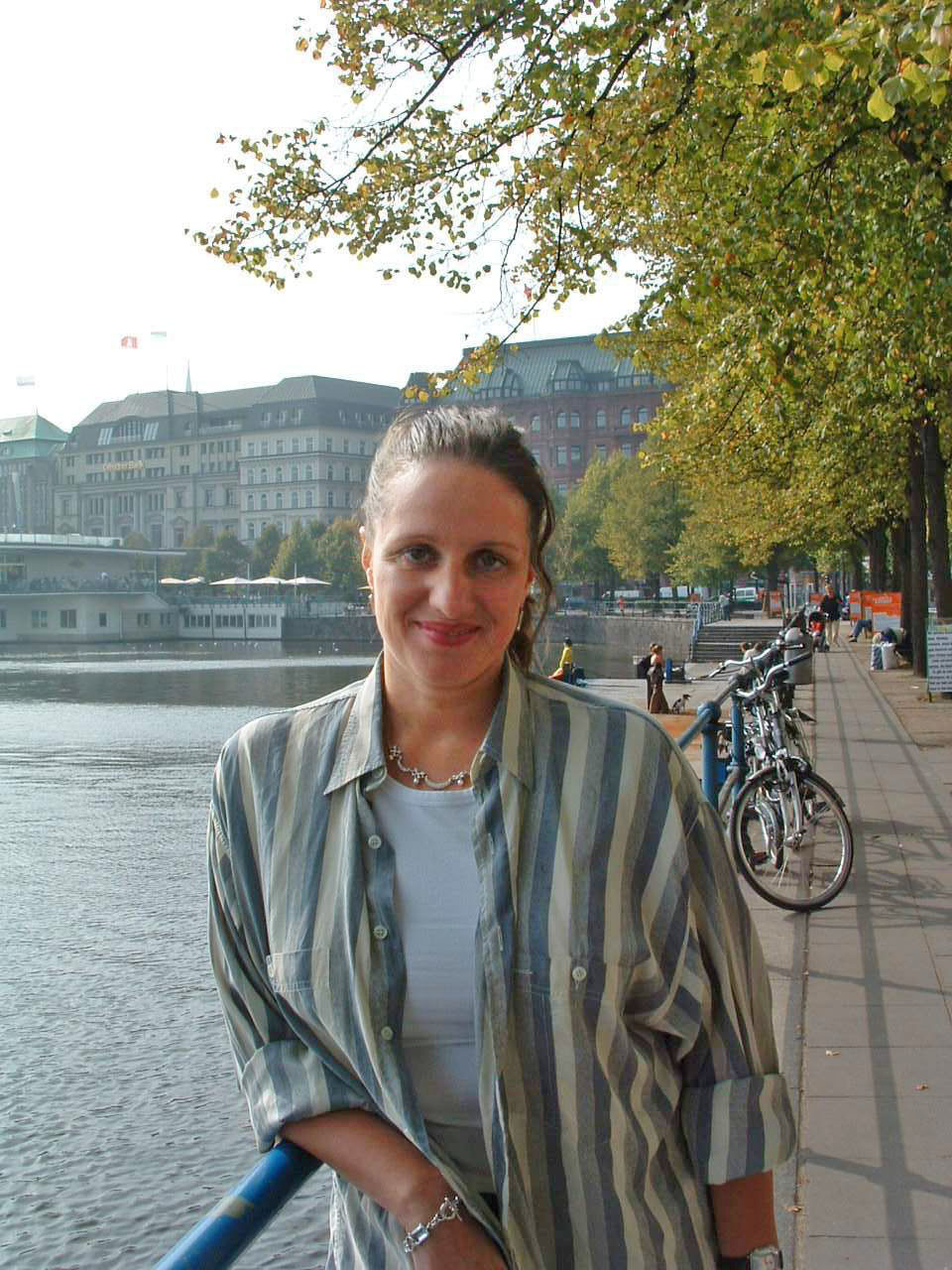
Bettina Röhl

Bettina Röhl (ur. 21 września 1962 w Hamburgu) – niemiecka dziennikarka i publicystka. Znana z kontrowersyjnych publikacji nt. Joschki Fischera, Daniela Cohn-Bendita i swojej matki Ulrike Meinhof.

## Życie
Bettina Röhl jest córką Ulrike Meinhof, dziennikarki czasopisma „konkret” i terrorystki RAF oraz wydawcy Klausa Rainera Röhla. Röhl spędziła dzieciństwo w Hamburgu i (po rozstaniu rodziców) w Berlinie. W czerwcu 1970 została razem z siostrą-bliźniaczką Reginą uprowadzona przez członków grupy Baader-Meinhof na Sycylię. We wrześniu miały być stamtąd odebrane i przekazane do palestyńskiego obozu dla sierot. Plan został udaremniony przez Stefana Austa, który zabrał siostry z wyspy i przekazał je ojcu.
W 1982 r. zdała maturę w humanistycznym gimnazjum Christianeum w Hamburgu. Bettina Röhl studiowała w Hamburgu i Perugii historię i germanistykę. Od 1986 r. pracuje jako dziennikarka, m.in. w czasopiśmie „Tempo” i Spiegel TV. Obecne pisze głównie do magazynu politycznego „Cicero”. Röhl w swoich publikacjach krytycznie przygląda się tzw. pokoleniu 68 i jego dziedzictwu.

## Publikacje
Na początku 2001 r. Röhl opublikowała w „Sternie” i „Bildzie” fotografie ukazujące Joschkę Fischera m.in. w towarzystwie późniejszego terrorysty Hansa-Joachima Kleina, bijących policjanta. Zdjęcie pochodziło z 1973 roku i już wówczas było publikowane, ale dopiero Röhl odkryła tożsamość uczestników zajścia. Oprócz tego Röhl nakręciła dwa filmy o przeszłości Fischera dla magazynu telewizyjnego Panorama.
W tym samym roku chciała wydać biografię Fischera pt. Sag mir, wo Du stehst. Do publikacji nie doszło, ponieważ wydawnictwo Kiepenheuer & Witsch odstąpiło od umowy, jako powód podając kampanię Röhl przeciw Fischerowi, będącemu wieloletnim autorem wydawnictwa.
W marcu 2006 opublikowała książkę So macht Kommunismus Spaß. Ulrike Meinhof, Klaus Rainer Röhl und die Akte Konkret (wyd. pol. Zabawa w komunizm, 2007). W lutym 2007 na Sat 1 w programie Spiegel TV został wyemitowany film dokumentalny nt. książki.